# Рекклингхаузен
Рекклингха́узен (нем. Recklinghausen [ʁɛklɪŋˈhaʊzən], н.-нем. Riäkelhusen) — город в Германии, который расположен на северной окраине Рурской области на северо-западе федеральной земли Северный Рейн-Вестфалия и является центром одноименного округа.

## География

### Положение

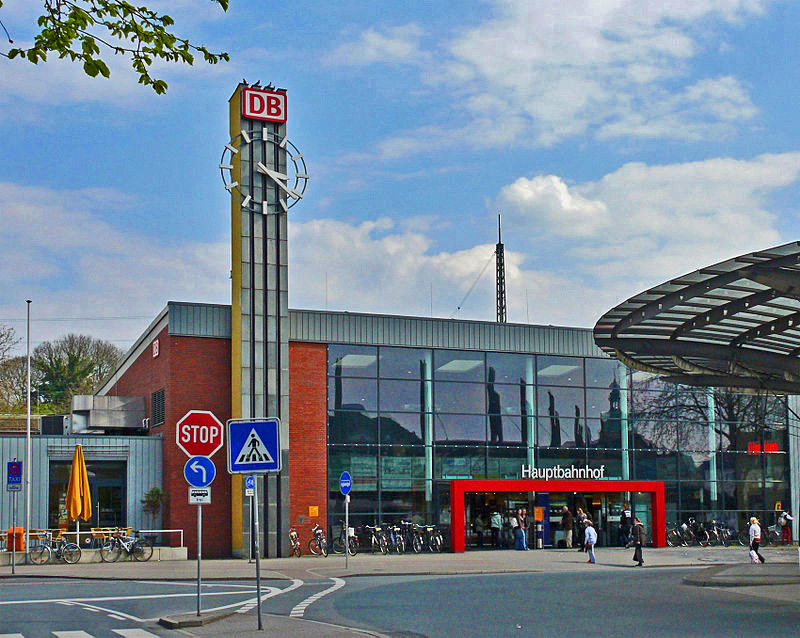
Главный железнодорожный вокзал Рекклингхаузена

Рекклингхаузен располагается на северной окраине Рурской области в регионе Эмшерланд (Emscherland) в южной части плато Липпе-Эмшер (Lippe-Emscher-Plato), которая спадает в низину реки Эмшер.
Самой высокой точкой Рекклингхаузена является Мольбеккберг (Mollbeckberg) — искусственная гора, возникшая после войны на том месте, куда свозились щебень и обломки кирпича от разрушенных зданий. Высота её достигает 124 м над уровнем моря. Самая низкая точка располагается у школы на Карлштрассе. Её высота составляет всего лишь 43 м над уровнем моря.

### Городская территория
В Рекклингхаузене кроме Центра города есть ещё 13 районов, причём речь в данном случае идёт не только о новых, но и о старых поселениях, которые были присоединены к городу в 1926 году:
Бергхаузен (Berghausen), Бокхольт (Bockholt), Эссель (Essel), Грульбад (Grullbad), Хиллен (Hillen), Хиллерхайде (Hillerheide), Хохлар (Hochlar), Хохлармарк (Hochlarmark), Кёниг-Людвиг (König Lüdwig (Король Людвиг)), Рёллингхаузен (Röllinghausen), Шпеккхорн (Speckhorn), Штуккенбуш (Stuckenbusch), Зудервих (Suderwich: 2004: население чуть больше 10.000 человек).

#### Хохлар (Hochlar)
В Хохларе проживает 7,5 тыс. человек. Хохлар — одно из старых мест Рекклингхаузена и имеет очень долгую историю в Фесте. Эта часть города впервые упоминается в IX веке нашей эры под именем «Хух-Ларе», что в переводе означает «сожжённый холм». Там, на горе Зегенсберг (Segensberg), во времена Инквизиции происходили сожжения еретиков и ведьм.
Знаменитыми событиями района являются праздник Защитников Города, который проходит каждые три года; раз в год разыгрывается Криппеншпиль (Krippenspiel (от немецкого Krippen — «ясли», и Spiel — «игра»): согласно знаменитой рождественской сказке, Мария и Иосиф не находят себе приюта и потому вынуждены ожидать рождения Иисуса в клетке для домашнего скота. Действо разыгрывается на третье воскресенье Адвента); а также проходящая каждые два года ярмарка в честь Дня Благодарения.
Кроме того, каждый год в Доме Оборудования для Пожарников (ДОдП) проходит мероприятие под названием «Танец в мае».

#### Кёниг-Людвиг (König Ludwig)
Кёниг-Людвиг / Рёллингхаузен (16 328 жителей) был назван в честь бывшего цеха. Имя ему дал баварский король Людвиг II. Часть района Кёниг-Людвиг является ECA-поселением.
Строительство этого поселения, которое началось в 1953 году, стало возможным благодаря «Плану Маршалла».
Из США пришли средства на строительство в Рекклингхаузене поселения, рассчитанного приблизительно на 500 человек.
Сегодня около 2000 человек живут в ECA-поселении.

### Соседние города/общины
Следующие города граничат с Рекклингхаузеном (по часовой стрелке, начиная с севера):
Oer-Erkenschwick (Ор-Эркеншвик), Datteln (Даттельн), Castrop-Rauxel (Кастроп-Рауксель), Herne (Херне), Herten (Хертен) и Marl (Марль) (все, кроме Херне, относятся к округу Рекклингхаузен).

## Население
| Год  | Численность | Численность |
| ---- | ----------- | ----------- |
| 1972 | 125 400     | [ 8 ]       |
| 1975 | 122 437     | [ 9 ]       |
| 1985 | 122 000     | [ 10 ]      |
| 2017 | 120 224     | [ 11 ]      |
| 2019 | 112 267     | [ 12 ]      |
| 2021 | 110 714     | [ 13 ]      |
| 2022 | 111 734     | [ 14 ]      |
| 2023 | 111 693     | [ 4 ]       |

## Достопримечательности
В Рекклингхаузене находится музей икон — крупнейший музей церковного искусства за пределами православных стран, коллекция насчитывает более 3500 икон. Здание построено в 1795—1798 годах, при этом сам музей был основан значительно позже — в 1956 году. Для посещения открыт во все дни недели, кроме понедельника.
Еще одна городская достопримечательность — музей электричества, расположенный в здании старой подстанции. В музее можно оценить историю развития электричества, которая представлена различными экспонатами, начиная от старых бытовых приборов и заканчивая большими плазменными шарами и пешеходным трамваем.
Также в городе располагается художественная галерея, в которой выставлена коллекция около 3500 работ, созданных в XX—XXI веке. Основное внимание в коллекции уделено работам в рамках премии Kunstpreis junger westen, которая присуждается городом Рекклингхаузен с 1948 года в качестве поощрительного приза, а также работам категории информализм.

## Города-побратимы
- Акко, Израиль
- Бытом, Польша (2001)
- Дордрехт, Нидерланды
- Дуэ, Франция (1965)[15]
- Престон, Великобритания (1956)[16][17]
- Шмалькальден, Германия